# Давид X
Давид X (груз. დავით X; 1482—1526) — 80-й царь Грузии (Картли; 1505—1525). Из династии Багратионов, в 26-м поколении от Ашота I Куропалата. Старший сын Константина II, наследовал своему отцу в 1505. Основатель Картлийского Царского Дома.
В 1511 году царем Кахети стал Георгий II, который сразу же напал на Картли и осадил царя Давида в крепости Атени. С этого момента начались регулярные набеги кахетинцев на Картли. Давид не хотел лично участвовать в боевых действиях, поэтому войну с кахетинцами начал его брат Баграт, который выговорил себе в удел Мухрани (область на границе с Кахети). В 1513 году Баграт сумел взять в плен кахетинского царя, вторгся в Кахети и занял её всю. Левана, сына царя Георгия, спрятал Гарсеван Чолокашвили. Кахети временно была присоединена к Картли.

## Нашествие персов
В это время началась экспансия Ирана. В 1518 году в Закавказье пришел шах Исмаил I с армией. Царь Давид X отправил к нему сына Рамаза с подарками. Шах не стал разорять Картли, чтобы не подтолкнуть её к союзу с Турцией перед походом на Диярбакыр. Однако Давид не смог воспрепятствовать возвращению Левана и независимости Кахети.
Когда армия шаха была разбита турками, Давид X вторгся в Кахети, но вынужден был вернуться из-за вторжения турецкой армии. В Картли царь сразился с османами и победил их.  В 1520 Давид в третий раз вторгается в Кахети, но кахетинцы разбивают его армию. После этого Мамия I Гуриели сумел примирить Давида X с Леваном.
В 1522 году шах Исмаил снова вторгся в Картли. Грузинская армия разбила передовые отряды персов, но затем была побеждена, и Тбилиси сдался шаху. В 1524 году шах Исмаил I умер и Давид X занял Тбилиси.

## Конец правления
В 1525 году царь Давид постригся в монахи в одном из монастырей Тбилиси и через год умер. Царство передал брату Георгию. Похоронен в г. Мцхета.

## Семья
Был женат на Тамаре , дочери атабага Самцхе Кваркваре II Джакели. В этом браке родились:
- Луарсаб I, царь Картли
- Деметре, царевич.
- Бежан, царевич.
- Адарнасе (1512—1558), царевич.
- Рамаз (1512—1558), царевич.
- дочь, царевна, была замужем за арагвским эриставом Баиндуром.
- дочь, царевна, была замужем за князем Джавахом Чиладзе.